# 圣热内拉图雷特 (多姆山省)
圣热内拉图雷特（法語：Saint-Genès-la-Tourette）是法国多姆山省的一个市镇，属于伊苏瓦尔区（Issoire）索克西朗热县（Sauxillanges）。该市镇总面积18.49平方公里，2009年时的人口为184人。

## 人口
圣热内拉图雷特人口变化图示